# Escala de platina-cobalto
A Escala platina-cobalto, também designada por escala Pt/Co ou escala APHA-Hazen, é uma escala padronizada de avaliação da cor da cor da água especificamente concebida para detectar os tons de amarelo típicos de efluentes urbanos e de águas contendo matéria orgânica.

## História e objectivos
A escala foi desenvolvida em 1892 pelo químico e sanitarista norte-americano Allen Hazen (1869-1930), que o publicou com a designação de American Public Health Association (APHA) color index, com o objectivo específico de criar um índice para avaliar a carga poluente em águas residuais. Em 1952 a ASTM publicou um padrão baseado no índice de cor de Hazen, o qual se mantém em vigor com a designação de ASTM D1209, Standard Test Method for Color of Clear Liquids (Platinum-Cobalt Scale). Normas semelhantes foram adoptadas por organismos de gestão da qualidade e de padronização de múltiplos espaços económicos.
A partir das águas residuais, o uso da escala foi expandido a outros campos de actividade, nomeadamente para o campo das águas de abastecimento, água para consumo humano, óleos alimentares claros, produtos petroquímicos e múltiplos outros fluidos amarelados. O método transformou-se no processo comum de avaliação padronizada da cor de amostras de fluidos cuja coloração tenha como componente cromática dominante o amarelo, cor para a qual o método é específico. O método não pode ser utilizado com fiabilidade em situações em que o amarelo não seja a cor dominante.
Na União Europeia o uso da escala Pt/Co é obrigatório na avaliação da qualidade das águas para consumo humano, nos termos da Directiva 80/778/CEE do Conselho, de 15 de Julho de 1980, relativa à qualidade das águas destinadas ao consumo humano.
No Brasil, o método também é obrigatório para a qualificação de um corpo de água quanto a sua classe de uso preponderante, segundo a resolução normativa CONAMA 357/2005.

## Descrição do método
O método original consiste na avaliação da coloração de líquidos levemente coloridos, procedendo à comparação visual da cor de uma amostra contida num tubo de Nessler, colocado verticalmente frente ao observador contra um fundo branco, com uma solução padrão contida num tubo igual e observada nas mesmas condições. O padrão é sucessivamente diluído até igualar a cor.
A solução padrão é uma mistura aquosa de cloroplatinato de potássio (K2PtCl6), cloreto de cobalto (II) hexahidratado (CoCl2.6H2O) e ácido hidroclórico (HCl). A solução padrão, correspondente a 500 ppm de Pt na forma de ião cloroplatinato, é uma solução aquosa resultante da adição de 1,000 g de cloreto de cobalto, 1,245 g cloroplatinato de potássio e 100 ml de ácido hidroclórico, com água destilada até perfazer 1000 ml.
Ao fazer sucessivas diluições procede-se à comparação da coloração da amostra com a coloração de padrões Pt-Co com concentração variando de 1 a 500 ppm de Pt, o que corresponde a soluções aquosas de cloroplatinato de potássio (K2PtCl6) com concentração na faixa de 1,5x10−5 a 3,6x10−3 mol L−1 e de cloreto de cobalto hexahidratado (CoCl2.6H2O), nas concentrações de 1,7x10−5 a 4,2x10−3 mol L−1.
Para facilitar a expressão dos resultados é considerada uma unidade arbitrária, em geral designada por "unidade Hazen" ou "uH", que grosso modo corresponde ao incremento de cor causado pela adição de 1 ppm (1 mg/L) de Pt, como ião cloroplatinato, à solução aquosa padrão.
Com essas unidades, o índice correspondente à cor da amostra é o que resulta da equalização da sua cor com a cor de uma solução aquosa com 500 ppm de platina e cobalto (Pt/Co) sucessivamente diluída (sendo que 0 uH corresponde a água pura e 500 uH a um fluido amarelo pálido). O valor é em geral expresso em "unidades Hazen" ("uH") ou em alternativa em ppm ou mg/L de Pt.
O método encontra-se padronizado pela ASTM, sendo a sua descrição publicada como a norma ASTM D1209, Standard Test Method for Color of Clear Liquids (Platinum-Cobalt Scale).
Dada a dificuldade de avaliação visual das amostras, particularmente nas concentrações mais baixas em que a coloração é ténue, que correspondem às águas para consumo e aos efluentes tratados, áreas em que o uso da escala é mais frequente, a utilização dos padrões visuais tem sido progressivamente substituída por métodos de medição fotométrica recorrendo a colorímetros com fontes laser ou LED de frequência (cor) adequada.